# Élections législatives de 1951 dans le Loiret
Les élections législatives de 1951 dans le Loiret sont des élections françaises qui ont eu lieu le 17 juin 1951 dans le département du Loiret dans le cadre des élections législatives françaises de 1951, sous la IVe République.

## Mode de scrutin
Représentation proportionnelle plurinominale suivant la méthode du plus fort reste dans 103 circonscriptions, conformément à la loi des apparentements : les listes qui se sont « apparentées » avant l'élection remportent tous les sièges de la circonscription si leurs voix ajoutées obtiennent la majorité absolue des suffrages exprimés. Il y a 629 sièges à pourvoir.
Le vote préférentiel est admis. 
Dans le département du Loiret, cinq députés sont à élire.

## Candidats

### Liste d'union du rassemblement des gauches républicaines du Loiret
| N° | Candidats | Candidats          | Parti   | Principales fonctions                                                                 |
| -- | --------- | ------------------ | ------- | ------------------------------------------------------------------------------------- |
| 01 |           | Pierre Dézarnaulds | Radical | Député sortant, ancien Ministre, Président du Conseil général, maire de Gien, médecin |
| 02 |           | Pierre Chevallier  | UDSR    | Député sortant, maire d'Orléans                                                       |
| 03 |           | Pierre de Félice   | Radical | Avocat à la Cour, Sénateur                                                            |
| 04 |           | Henri Robert       | RGR     | Avocat à Montargis                                                                    |
| 05 |           | Fernand Pelletier  | Radical | Agriculteur, maire de Bondaroy                                                        |

### Liste du Parti communiste français
| N° | Candidats | Candidats         | Parti | Principales fonctions                     |
| -- | --------- | ----------------- | ----- | ----------------------------------------- |
| 01 |           | Albert Rigal      | PCF   | Député sortant, ouvrier, ancien résistant |
| 02 |           | Jules Parard      | PCF   | Cultivateur                               |
| 03 |           | Marguerite Palot  | PCF   | Employée PTT                              |
| 04 |           | André Bertendreau | PCF   | Ouvrier                                   |
| 05 |           | Georges Cosson    | PCF   | Instituteur                               |

### Liste du Rassemblement du peuple français
| N° | Candidats | Candidats                    | Parti | Principales fonctions                                         |
| -- | --------- | ---------------------------- | ----- | ------------------------------------------------------------- |
| 01 |           | Henri Duvillard              | RPF   | Journaliste, ancien résistant, conseiller municipal d'Orléans |
| 02 |           | Paul Peloux                  | RPF   | Négociant en bois et charbon, conseiller municipal d'Orléans  |
| 03 |           | Henri Masure                 | RPF   | Négociant en engrais                                          |
| 04 |           | Juliette Croizette-Desnoyers | RPF   | Maire de Briare                                               |
| 05 |           | Pierre Prévot                | RPF   | Ouvrier                                                       |

### Liste d'action sociale, familiale et rurale présentée par le MRP
| N° | Candidats | Candidats          | Parti | Principales fonctions                                                         |
| -- | --------- | ------------------ | ----- | ----------------------------------------------------------------------------- |
| 01 |           | Pierre Gabelle     | MRP   | Député sortant, comptable, administrateur de La République du Centre, Orléans |
| 02 |           | Gaston Auberton    | MRP   | Adjoint au maire de Montargis, exploitant forestier-scierie                   |
| 03 |           | Renée Lainé        | MRP   | Institutrice libre, conseillère municipale de Cléry                           |
| 04 |           | Jacques Faucheux   | MRP   | Maire d'Épieds-en-Beauce, agriculteur                                         |
| 05 |           | Clément Tournemine | MRP   | Cultivateur exploitant, Gien                                                  |

### Liste du Parti socialiste SFIO
| N° | Candidats | Candidats           | Parti | Principales fonctions                                                       |
| -- | --------- | ------------------- | ----- | --------------------------------------------------------------------------- |
| 01 |           | Pierre Ségelle      | SFIO  | Médecin, député sortant, ancien résistant, ancien Ministre, maire d'Orléans |
| 02 |           | Maurice Granddidier | SFIO  | Principal de collège, conseiller général, maire de Château-Renard           |
| 03 |           | Maxime Perrard      | SFIO  | Directeur d'école, conseiller municipal d'Orléans                           |
| 04 |           | René Ferragu        | SFIO  | Ancien gérant du journal La France du Centre                                |
| 05 |           | Henri Croll         | SFIO  | Docteur en médecine à Amilly                                                |

### Liste du Centre national des indépendants et paysans
| N° | Candidats | Candidats         | Parti | Principales fonctions                                                                          |
| -- | --------- | ----------------- | ----- | ---------------------------------------------------------------------------------------------- |
| 01 |           | Pierre Perroy     | CNIP  | Avocat, conseiller général du canton d'Orléans-Nord-Ouest, conseiller municipal d'Orléans      |
| 02 |           | Paul Vivier       | CNIP  | Agriculteur, conseiller général du canton de Meung-sur-Loire, maire de Charsonville            |
| 03 |           | Maurice Tavernier | CNIP  | Agriculteur à Thignonville, conseiller général du canton de Malesherbes                        |
| 04 |           | Joseph Gavaret    | CNIP  | Négociant en grains, conseiller général du canton de Bellegarde                                |
| 05 |           | Gaston Girard     | CNIP  | Cultivateur, conseiller général du canton d'Ouzouer-sur-Loire, maire de Saint-Benoit-sur-Loire |

### Liste Action paysanne
| N° | Candidats | Candidats      | Parti | Principales fonctions                        |
| -- | --------- | -------------- | ----- | -------------------------------------------- |
| 01 |           | Paul Poisson   | DVD   | Agriculteur, Président de la FDSEA du Loiret |
| 02 |           | Daniel Absolu  | DVD   | Agriculteur à Bouzy-la-Forêt                 |
| 03 |           | Emile Fouchard | DVD   | Agriculteur à Sully-sur-Loire                |
| 04 |           | Louis Thibault | DVD   | Vigneron                                     |
| 05 |           | Marcel Coulon  | DVD   | Agriculteur                                  |

### Liste indépendante d'action républicaine, sociale et paysanne
| N° | Candidats | Candidats         | Parti | Principales fonctions                                                                  |
| -- | --------- | ----------------- | ----- | -------------------------------------------------------------------------------------- |
| 01 |           | Pierre Charié     | DVD   | Négociant en vins à Égry, conseiller général du canton de Pithiviers, ancien résistant |
| 02 |           | Roger Janot       | DVG   | Administrateur civil à l'Office de Tunisie                                             |
| 03 |           | Charles Le Bot    | DVD   | Employé de commerce                                                                    |
| 04 |           | Richard Perronnet | DVD   | Cultivateur à Bromeilles                                                               |
| 05 |           | Théodore Cadenat  | DVD   | Entrepreneur de travaux publics à Gien, ancien résistant                               |

## Élus
| Député sortant     | Parti | Parti   | Député élu ou réélu              | Parti | Parti   |
| ------------------ | ----- | ------- | -------------------------------- | ----- | ------- |
| Albert Rigal       |       | PCF     | Pierre de Félice                 |       | Rad soc |
| Pierre Ségelle     |       | SFIO    | Pierre Ségelle                   |       | SFIO    |
| Pierre Gabelle     |       | MRP     | Pierre Gabelle                   |       | MRP     |
| Pierre Dézarnaulds |       | Rad soc | Pierre Dézarnaulds               |       | Rad soc |
| Pierre Chevallier  |       | UDSR    | Pierre Chevallier décédé en 1951 |       | UDSR    |

## Résultats

### Résultats à l'échelle du département
- Les listes de l'union du RGR-Rad-UDSR, du MRP, de la SFIO, du CNIP et d'Act° pays. se sont apparentées.
- Leurs voix cumulées représentant plus de 50% des exprimés, tous les sièges sont répartis à la proportionnelle entre les partis apparentés.

| Parti    | Parti          | Tête de liste      | Résultats | Résultats | Sièges |  |
| Parti    | Parti          | Tête de liste      | Voix      | %         |        |  |
| -------- | -------------- | ------------------ | --------- | --------- | ------ |  |
|          | RGR-Rad-UDSR * | Pierre Dézarnaulds | 41 537    | 24,80     | 3      |  |
|          | PCF            | Albert Rigal       | 34 373    | 20,52     | 0      |  |
|          | RPF            | Henri Duvillard    | 26 911    | 16,07     | 0      |  |
|          | MRP *          | Pierre Gabelle     | 19 064    | 11,38     | 1      |  |
|          | SFIO *         | Pierre Ségelle     | 17 481    | 10,44     | 1      |  |
|          | CNIP *         | Pierre Perroy      | 12 257    | 7,32      | 0      |  |
|          | Act° pays. *   | Paul Poisson       | 8 255     | 4,93      | 0      |  |
|          | IARSP          | Pierre Charié      | 5 928     | 3,54      | 0      |  |
|          |                |                    |           |           |        |  |
| Inscrits | Inscrits       | Inscrits           | 209 135   | 100,00    | 5      |  |
| Votants  | Votants        | Votants            | 172 604   | 82,53     |        |  |
| Exprimés | Exprimés       | Exprimés           | 167 492   | 97,04     |        |  |